# Hydrotaea polita
Hydrotaea polita este o specie de muște din genul Hydrotaea, familia Muscidae, descrisă de Fritz Isidore van Emden în anul 1943. Conform Catalogue of Life specia Hydrotaea polita nu are subspecii cunoscute.